# 伦韦格地区诺伊豪斯
伦韦格地区诺伊豪斯（德語：Neuhaus am Rennweg，發音：[ˈnɔʏhaʊs ʔam ˈʁɛnveːk]）是德国图林根州松讷贝格县的城市，面积108.22平方千米，2023年12月31日人口为8,815人。

## 历史
2011年12月1日，市镇施泰因海德并入伦韦格地区诺伊豪斯。2013年1月1日，市镇沙伊伯-阿尔斯巴赫并入伦韦格地区诺伊豪斯。2019年1月1日，市镇利希特和皮绍并入伦韦格地区诺伊豪斯。